# Jonathan Isaac

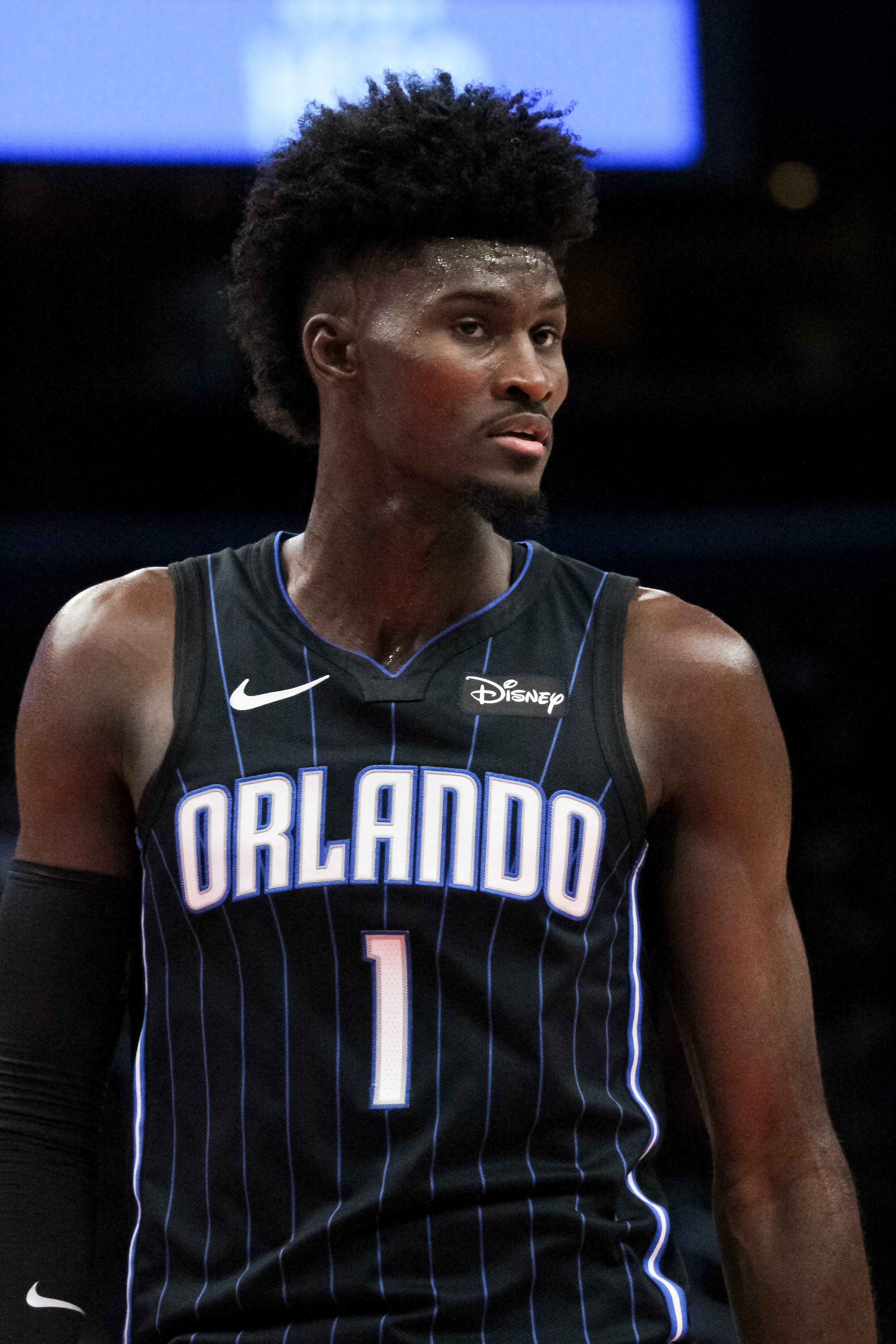
Jonathan Isaac, 2019.

Jonathan Judah Isaac, född 3 oktober 1997 i Bronx i New York, är en amerikansk professionell basketspelare (PF/SF) som spelar för Orlando Magic i National Basketball Association (NBA).
Han draftades av Orlando Magic i första rundan i 2017 års draft som sjätte spelare totalt.
Innan Isaac blev proffs studerade han vid Florida State University och spelade för universitetets idrottsförening Florida State Seminoles.
I maj 2022 blev hans första bok Why I Stand publicerad och blev senare en bestseller.